# Guillaume de Villaret
Guillaume de Villaret (c. 1235-1305) fue el vigésimo cuarto Gran Maestre de los Caballeros Hospitalarios,  cargo que ocupó desde 1296 hasta 1305, sucediendo a Odon de Pins. Le sucedió su sobrino, Foulques de Villaret, a cuya carrera había contribuido en gran medida.

## Biografía
Guillaume de Villaret era natural de Languedoc-Rosellón. Antes de su nombramiento como maestre, Villaret había sido gran prior de Saint-Gilles. Pasó los primeros años de su maestría realizando una gira reformadora por los prioratos de la Orden (en Francia propiamente dicha, Auvernia y Provenza). Guillaume tenía un sobrino que se creía que era su hermano y un tío en la Orden de San Juan de Jerusalén que se llamaba igual. El sobrino, Foulques de Villaret, fue almirante de la Orden en 1299, luego gran preceptor en 1302 y, finalmente, lugarteniente de Guillaume en 1303, antes de convertirse él mismo en gran maestre en 1305. El tío, Foulques de Villaret, fue capellán de la encomienda hospitalaria de Millau de 1239 a 1260.
Tras ser recibido como caballero de la Orden de San Juan de Jerusalén, Guillaume de Villaret comenzó a desempeñar sus primeras responsabilidades en la Orden en octubre de 1266, cuando fue nombrado Gran Conservador, o draper. El cargo de draper equivalía al de mayordomo. En 1269 fue nombrado lugarteniente del priorato de Saint-Gilles. En 1270, se convirtió en prior. Ocupó este cargo, que desempeñó hasta 1296, hasta entonces uno de los más útiles para la Orden, gracias a las relaciones que mantuvo con el Papa y varios soberanos. 
El 19 de febrero de 1274, Felipe III el Temerario de Francia cedió el condado de Venaissin al papa Gregorio X, quien lo había conocido en Tierra Santa y había podido evaluar sus capacidades como administrador en Saint-Gilles. Por ello, el 27 de abril de 1274 lo nombró rector del Comtat. Guillaume hizo que sus hombres de armas controlaran todos los lugares de Venaissin e instaló dos caballeros en cada castrum. Como rector, residía en Pernes-les-Fontaines o en Beaumes-de-Venise. Pierre Rostaing, obispo de Carpentras, fue el primero en rendir homenaje al representante del papa en el Comtat. En 1275, el rector convocó a los tres obispos del Comtat y a los nobles de Venaissin a una asamblea para adoptar nuevos estatutos. Su mandato como rector finalizó entre el 29 de marzo de 1284 y el 9 de octubre de 1287. En 1277, se convirtió en consejero del rey de Sicilia, Carlos I de Anjou. Continuó siéndolo de su hijo y heredero Carlos II de Anjou. El nuevo rey de Nápoles confió a Guillaume varias misiones de negociación. Su sobrino Guigue fue nombrado ayudante de cámara de Carlos II. 

## Elección como Gran Maestre
El Gran Maestre Odón de Pins falleció el 26 de marzo de 1296. Unos días más tarde, el Capítulo General de la Orden se reunió en Limassol. La preocupación del Capítulo General era la reorganización de las prerrogativas del Capítulo y de los Grandes Maestres, que tendían a no respetar las ordenanzas capitulares y a tomar decisiones en solitario sin el consejo del Capítulo. Teniendo en cuenta sus cualidades administrativas, el capítulo eligió al prior de Saint-Gilles como nuevo Gran Maestre. Este recibió en Provenza una carta fechada el 3 de abril de 1296 en la que se le informaba de su elección, pero Guillaume no se apresuró a partir. De hecho, desde la pérdida de Tierra Santa, se hablaba también de establecer la Orden en Occidente. Guillaume pensó que sería más útil para la Orden en Francia, Italia o incluso la Península Ibérica que en Chipre, donde el entendimiento no siempre era bueno con los dirigentes de la isla. Fue durante su ausencia de Chipre cuando creó el priorato de Fieux en Quercy, siendo la primera priora su hermana Jourdaine de Villaret. 
Cuanto más se retrasaba la llegada de Villaret, mayor era el descontento en Chipre. Cuando convocó un capítulo en Marsella en 1297, se le reprochó no haber ido a ultramar y se puso en duda su condición de Gran Maestre, por lo que prometió convocar un capítulo general como muy tarde en agosto de 1299. Cuando Jean de Toulouse, delegado del Gran Maestre, llevó la carta de Guillaume convocando un capítulo general en Aviñón el 1 de agosto de 1300 a Limassol en la primavera de 1299, el descontento estaba en su apogeo. Entonces, el capítulo envió una embajada, compuesta por Guillaume de Chaus y Jean de Laodicée, para convencer a de Villaret de que fuera a Chipre. Finalmente, los argumentos jurídicos presentados por los embajadores vencieron la obstinación del Gran Maestre, que finalmente se desplazó a Limassol. Este nuevo capítulo se reunió el 5 de noviembre de 1300 en Limassol. Fue durante este capítulo cuando Guillaume de Villaret fue entronizado oficialmente como Gran Maestre de la Orden. 

## Reorganización de la Orden
Una de las primeras tareas a las que se dedicó de Villaret fue reducir el poder adquirido por el Capítulo General. Sin embargo, pronto aceptó devolverles la totalidad de sus poderes. También intentó que la Orden y la vida de los caballeros volvieran a los principios fundacionales. Con este fin, elaboró ordenanzas destinadas a restablecer un código de vestimenta riguroso y, sobre todo, a hacer respetar con mayor precisión el marco de la vida conventual.
En 1301, durante su mandato, se estableció una división administrativa de las posesiones de la Orden en Occidente, según un decreto capitular. Esta reorganización de la Orden se inspiró en una propuesta realizada por Boniface de Calamandrana, Gran Comendador de los Territorios de Ultramar cuando era prior de Saint-Gilles. Esta división se basaba en la noción de Lengua Hospitalaria, ya que respetaba zonas lingüísticas más o menos homogéneas. Así se formaron siete lenguas, con sus respectivos prioratos, de la siguiente manera: 
- Aragón (en realidad refiriéndose a la Península Ibérica): Amposta, Barcelona, Cizur (Navarra), Consuegra (Castilla) y Crato (Portugal)
- Auvernia (centro-sur de Francia): Bourganeuf
- Inglaterra (Gran Bretaña e Irlanda): Clerkenwell (cerca de Londres) y Kilmainham (cerca de Dublín)
- Francia (tierras francesas al norte del Loira): Corbeil (cerca de París), Angers y Voulaines
- Alemania (la mayor parte de Europa central y septentrional): Heitersheim, Praga, Antvorskov (ahora en Dinamarca), Vrana (ahora en Croacia) y Sonnenburg (ahora en Polonia)
- Italia: Asti, Venecia, Pisa, Roma, Capua, Barletta y Messina.
- Provenza (sur de Francia): Toulouse y Saint-Gilles

Villaret logró obtener grandes adiciones de propiedades y privilegios del Papado y de varios príncipes europeos. También emprendió una importante reorganización de la Orden y promulgó una serie de estatutos entre 1300 y 1304, siendo el más significativo de ellos la definición de los poderes y el estatus del almirante, un nuevo gran dignatario que había sido nombrado por primera vez en 1299.

## Combate en Tierra Santa
Tras la pérdida de Acre, el equilibrio de poder  en Tierra Santa se decantó claramente a favor de los mamelucos, que siguieron avanzando. Sin embargo, los cristianos podían contar con los mongoles de Persia dirigidos por Mahmud Ghazan Khan, cuyo expansionismo les llevó a codiciar las tierras mamelucas. El kan envió un embajador a Nicosia, capital del reino de Chipre, para establecer una alianza. Enrique II de Chipre, David VIII de Georgia y el Gran Maestre templario Jacques de Molay decidieron escoltarlo ante el Papa para que apoyase la idea de una alianza. La alianza entre Mahmud Ghazan Khan, los Caballeros Templarios de Jacques de Molay, los Hospitalarios de Guillaume de Villaret y el reino de Chipre se hizo efectiva en 1300. 
A la espera de los resultados de esta iniciativa diplomática, Enrique II, Guillaume de Villaret y Jacques de Molay levantaron una flota para una incursión en Egipto. Los cristianos, a bordo de dieciséis galeras y una docena de pequeños navíos, iban acompañados por un emisario mongol. En julio de 1300, saquearon Rosetta y Alejandría antes de regresar a Chipre. El botín fue considerable y los cristianos enviaron una fuerte señal a Mahmud Ghazan, demostrando su determinación de participar en la batalla planeada. El líder mongol les envió entonces un mensaje para advertirles de que tenía intención de lanzar pronto su campaña y les invitó a desembarcar en Armenia para organizar una ofensiva conjunta. 
El rey de Chipre envió un ejército a Armenia acompañado por trescientos caballeros de las dos órdenes, dirigidos por los grandes maestres. Asaltaron la isla de Ruad, cerca de la costa siria, con el objetivo de convertirla en una base para sus futuras operaciones. Después tomaron la ciudad portuaria de Tortosa, saquearon la región, capturaron a muchos musulmanes y los vendieron como esclavos en Armenia mientras esperaban la llegada de los mongoles, pero esto solo provocó la caída de Ruad, la última batalla por Tierra Santa. 

## Rodas hospitalaria
Cuando los Hospitalarios se retiraron a Chipre, la isla ya estaba ocupada por el rey titular de Jerusalén, Enrique II de Chipre. Estaba sólo moderadamente satisfecho de que una organización tan poderosa como la Orden pudiera competir con él por la soberanía de una isla tan pequeña. Según los historiadores tradicionales de la Orden, fue Enrique quien puso a Guillermo en el camino de la conquista de la isla de Rodas. Este objetivo se logró bajo el sucesor de Guillermo, dando lugar a lo que se conoce como Rodas hospitalaria, que duraría desde 1310 hasta 1522. 

## Muerte y sucesión
Guillaume de Villaret murió entre el 23 de noviembre de 1304 y el 3 de noviembre de 1305, probablemente en primavera o el 9 de junio de 1305 en Chipre, donde había tardado tanto en llegar. Cuando el capítulo se reunió para elegir su sucesor, la elección recayó en Foulques de Villaret. Aunque algunas fuentes lo identifican como hermano de Guillaume, parece que era su sobrino. 